# Plinthocoelium suaveolens
Plinthocoelium suaveolens es una especie de escarabajo longicornio del género Plinthocoelium, tribu Callichromatini, orden Coleoptera. Fue descrita científicamente por Linné en 1768.
El período de vuelo ocurre durante los meses de mayo, junio, julio y agosto.

## Descripción
Mide 28-38 milímetros de longitud.

## Distribución
Se distribuye por Estados Unidos.